# Aeronautica Lombarda AL.12P
L'Aeronautica Lombarda AL.12P era un aliante da trasporto e assalto realizzato dall'azienda italiana Aeronautica Lombarda nel 1942 e rimasto allo stadio di prototipo.

## Storia
Visto il successo della Luftwaffe nell’uso degli alianti da trasporto e assalto durante la campagna di Francia culminati nell’occupazione del forte di Eben-Emael, il 27 maggio 1941 il gen. Giulio Del Lupo, Comandante di Esercitavia, richiese per conto del Capo di stato maggiore del Regio Esercito generale Ugo Cavallero di conoscere le eventuali realizzazioni di alianti rimorchiati atti al trasporto di truppe e materiali sul campo di battaglia in Italia.
Il generale Mario Bernasconi, Sottocapo di stato maggiore per gli Armamenti Aerei della Regia Aeronautica rispose che nulla vi era esistente allo stato attuale.  Il 6 giugno Cavallero ribadì il interesse all'impiego bellico degli alianti rimorchiati e richiese il parere della Regia Aeronautica che già il 12 giugno successivo interpellò la Luftwaffe per avere notizie sulle modalità operative dello sbarco sull’isola di Creta. I tedeschi diedero, però, risposte evasive.
Nell'ottobre del 1941 lo Stato Maggiore Armamenti Aerei emise un concorso per la realizzazione di alianti da rimorchio con peso totale di 2 500 kg, e nel dicembre 1941 per quelli da trasporto di con peso totale di 5 000 kg. Il primo requisito per alianti d’assalto venne emanato dalla Direzione Generale Costruzioni Approvvigionamenti (D.G.C.A.) nel gennaio 1942, e risposero la Costruzioni Aeronautiche Taliedo con il modello TM.2, l'Aeronautica Lombarda con l’AL.12P, e la SCA.2. Un ulteriore bando per alianti dello stesso tipo venne emesso il 14 aprile 1942 e rispose la CAT con il modello TM.3 e la CANSA con il CT.24.
La direzione tecnica della Aeronautica Lombarda progettò, sotto la direzione dell’ingegnere e tenente G.A.r.i. Ermenegildo Preti, appartenente al Centro Studi ed Esperienze per il Volo a Vela del Politecnico di Milano, un aliante di costruzione lignea con muso apribile verso destra per facilitare il carico, designato AL.12P, di cui il 10 gennaio 1942 fu ordinata la produzione di due esemplari (MM508 e 509) in due configurazioni diverse, una con carrello fisso e una con carrello sganciabile dopo il decollo.
Il primo prototipo fu realizzato presso lo stabilimento della Aeronautica Lombarda di Cantù, (Como), e poi trasferito a Venegono Superiore per i collaudi, andando in volo per la prima volta il 6 settembre 1942 nelle mani del collaudatore Nello Valzania, trainato per il decollo da un caccia Fiat C.R.42 Falco.

## Tecnica
L'AL.12P era un aliante biposto monoplano da trasporto e assalto. L'ala montata alta era monolongherone, dotata di spessore variabile e forte allungamento. La fusoliera aveva struttura a guscio in legno, con la sola eccezione della parte anteriore irrobustita da un traliccio di tubi d’acciaio, e rivestimento in compensato. Posteriormente terminava in un impennaggio tradizionale monoderiva caratterizzato da piani orizzontali a sbalzo, monolongherone, rivestiti in compensato. Il carrello d'atterraggio aveva le gambe principali dotate di ammortizzatori oleoelastici e ruotino di coda orientabile. Per la versione assalto vi era un pattino d’atterraggio in posizione ventrale. Il vano di carico poteva contenere 14 uomini equipaggiati, o 1 200 kg di merci, e disponeva di un portello su entrambi i lati per facilitare le operazioni di uscita. La sezione anteriore della fusoliera poteva ruotare completamente su due cerniere, aprendosi sul lato destro.

## Impiego operativo
Durante il terzo volo a causa dell’elevato angolo di salita il pilota del C.R.42 fu costretto a sganciare prematuramente l’aliante, ma Nello Valzania riuscì ad atterrare senza problemi sull’aeroporto di partenza. L’aliante venne quindi trasferito presso il 1° Centro Sperimentale di Roma-Guidonia dove arrivò l’8 ottobre, iniziando il giorno dopo le prove comparative di valutazione con l’aliante tedesco DFS 230. Provato in volo dal pilota militare, capitano Paolo Moci, il 23 ottobre il prototipo MM.508 fu lasciato a Guidonia, e Valzania e Fruet rientrarono in ditta. Terminate le prove militari, su richiesta dello Stato maggiore della Regia Aeronautica, il prototipo fu adattato al trasporto di due serbatoi da 750 litri di carburante, e fu presa in considerazione l’eventuale motorizzazione con propulsore Piaggio P.VII C.16 da 760 CV installato nel muso in posizione centrale. Il danneggiamento del prototipo durante un atterraggio d’emergenza fece accantonare ogni progetto, in attesa del completamento delle riparazioni del velivolo che fu poi trasferito al 1º Nucleo Addestramento Volo Senza Motore sull’aeroporto di Orio al Serio, Bergamo.
Nell’agosto 1943 fu consegnato il secondo prototipo, l’MM.509, e venne ordinata la produzione di sei esemplari di preserie. Il secondo prototipo andò in volo con successo al traino di velivoli Caproni Ca.111 e Ca.133, ma sopraggiunse l’armistizio dell’8 settembre 1943, e tutte le attività di volo vennero annullate, il secondo prototipo requisito dalla Luftwaffe e la produzione degli esemplari di preserie bloccata per decisione delle autorità militari tedesche. Il primo prototipo, rimasto danneggiato in un incidente di atterraggio a Orio al Serio, si trovava in ditta per le riparazioni e fu occultato con grande rischio dall’industriale Angelo Ambrosini, sopravvivendo alla guerra.
Il 27 aprile 1946 Ambrosini propose allo Stato maggiore dell’Aeronautica Militare la realizzazione di sei esemplari, designati AL-12T, dotati di propulsore Piaggio P.VII, chiedendo il 3 luglio dello stesso anno che l’esemplare MM.508 fosse ritirato da Cantù, dove si trovava, e trasferito a Passignano sul Trasimeno. Il 5 dicembre 1946 lo Stato maggiore dell’Aeronautica informò la DGCA che il modello AL.12P non interessava e poteva essere venduto. All’inizio del 1947 la SAI informò che il prototipo non poteva essere motorizzato e doveva servire per studi in vista della realizzazione di un nuovo modello di velivolo da trasporto, designato SAI Ambrosini P.512, dotato di due motori Alfa Romeo AR.115ter da 225 CV, sollecitandone la cessione con richiesta del 15 ottobre 1947. L’acquisto fu formalizzato con autorizzazione rilasciata il 24 maggio 1948, ma il programma P.512 venne successivamente annullato.

## Versioni
- AL.12P: due prototipi di aliante da trasporto, matricole MM.508-509.
- AL.12: sei esemplari di preserie, non completati per il sopraggiungere dell’armistizio dell’8 settembre 1943.
- AL.12T: sei esemplari di preserie, dotati di propulsore Piaggio P.VII C.16 da 460 CV, realizzati come velivoli da trasporto leggero.
- P.512: progetto di una versione equipaggiata con due propulsori Alfa-Romeo AR.115ter da 225 CV.

### Annotazioni
1. ↑  All’epoca dell’inizio della progettazione dell’aliante AL-12P, Ermenegildo Preti era ancora un laureando che stava preparando la tesi presso il Politecnico di Milano, infatti ricevette il dottorato il 23 dicembre 1943.
2. ↑  Il pilota assegnato ai collaudi, capitano Erardo Fruet, suggeri l’impiego di un C.R.42 al posto del preventivato IMAM Ro.41 Maggiolino, in quanto il Fiat disponeva di un propulsore più potente.

### Fonti
1. 1 2 3 4  Sgarlato 2007, p. 7.
2. 1 2 3 4 5 6 7  Brotzu, Cosolo 1976, p. 75.
3. 1 2 3 4  Sgarlato 2007, p. 6.
4. 1 2 3 4  Brotzu, Cosolo 1976, p. 87.
5. ↑  Sgarlato 2007, p. 24.
6. ↑  Brotzu, Cosolo 1976, p. 88.
7. 1 2 3 4 5 6 7 8  Brotzu, Cosolo 1976, p. 73.
8. 1 2 3  Brotzu, Cosolo 1976, p. 76.
9. 1 2  Brotzu, Cosolo 1976, p. 77.
10. 1 2 3 4 5 6 7 8 9 10  Brotzu, Cosolo 1976, p. 78.

### Periodici
- Nico Sgarlato, Prototipi della Regia Aeronautica, in Aerei nella Storia, n. 57, Parma, West-Ward Edizioni, dicembre-gennaio 2007,  p. 34, ISSN 1591-1071.